# Kyōryū Sentai Zyuranger
Kyouryu Sentai Zyuranger (恐竜戦隊ジュウレンジャー, Kyōryū Sentai Jūrenjā, traduzido como Esquadrão Dinossauro Zyuranger) é uma série japonesa de tokusatsu, da franquia dos Super Sentai, sendo a 16.ª série da franquia, sucedendo Jetman e antecedendo Dairanger. Foi produzida pela Toei Company e Bandai, indo ao ar na TV Asahi de 21 de Fevereiro de 1992 a 12 de Fevereiro de 1993. Zyuranger serviu de base para a criação de primeira temporada de Power Rangers. A partir de Zyuranger, toda série de Super Sentai produzida no Japão ganhou uma versão Power Rangers, produzida nos Estados Unidos.

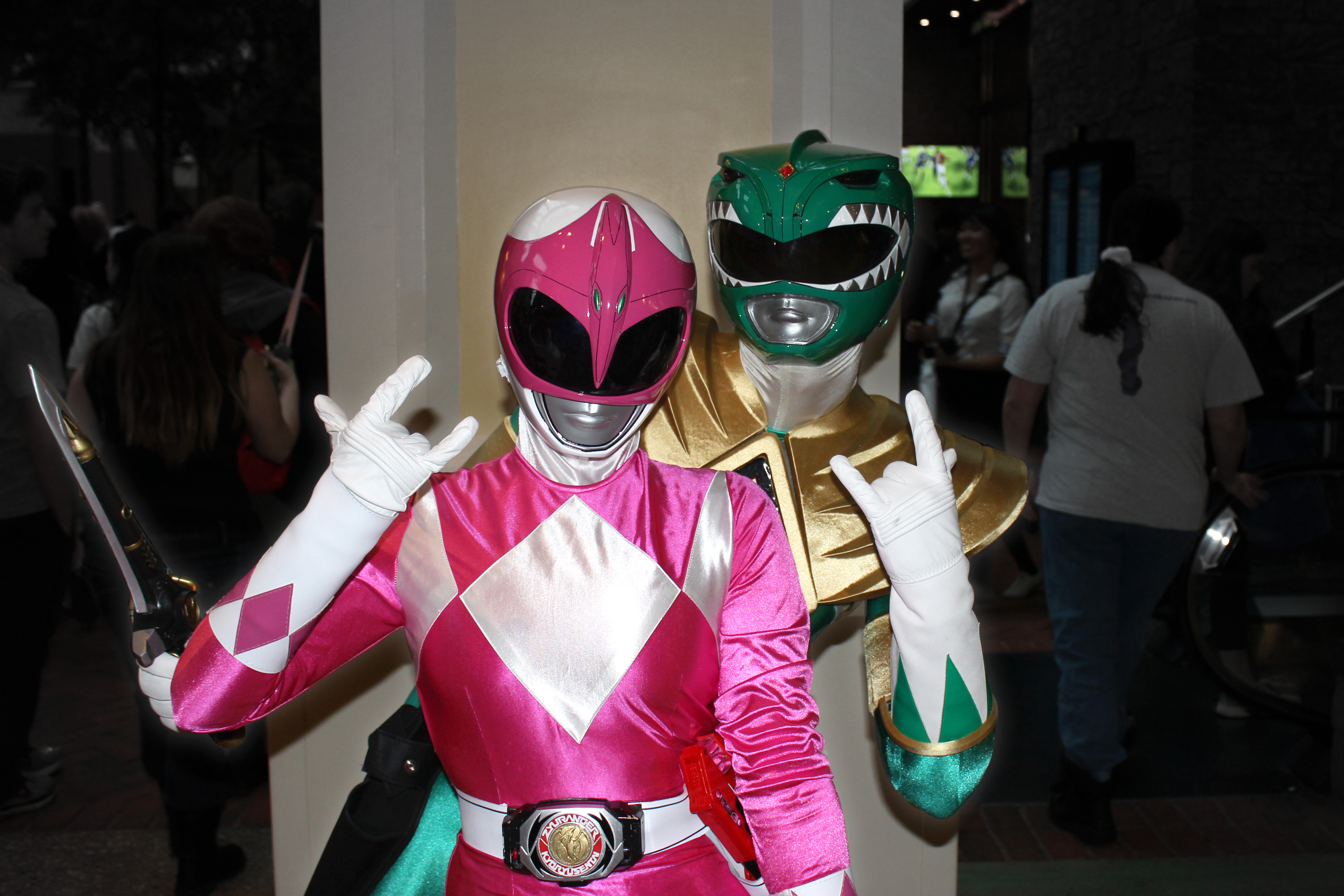
Duas pessoas com trajes de duas personagens da série japonesa Kyouryu Sentai Zyuranger. O traje rosa é da personagem Ptera Ranger (ピタラレンジャ) e o traje verde escuro é da personagem Dragon Ranger (ドラゴンレンジャ).

Em 25 de julho de 2014, a Shout! Factory anunciou o lançamento dos DVDs da série original para o público ocidental, previsto para 17 de fevereiro de 2015. Foi o segundo Super Sentai a lançar em 1992 um jogo para o Nintendo Entertainment System, distribuído pela Angel Studios. E com o auge de MMPR, foi relançado com o nome Power Rangers 2. Em 2017, a série contou com aparições de seus personagens no jogo Super Robot Wars X-Ω.

## História
A cerca de 170 milhões de anos atrás, durante a era dos dinossauros, as Dinoferas sofreram um ataque das forças do mal de Gran Satã, lideradas pela bruxa Bandora. Ela odiava dinossauros e quis erradicar todas o espécies da face da Terra. Ao final da guerra, Bandora e seus lacaios foram presos dentro de uma urna mágica e banidos para o planeta Nemesis. Mas uma profecia dizia que após 170 milhões de anos, o planeta Nemesis iria se aproximar da Terra e Bandora iria fugir e transformar o nosso planeta em um cemitério.
Então, cinco crianças dos cinco grandes reinos se ofereceram para permanecer em um tipo de hibernação até o dia em que Bandora voltasse. Barza, o mago branco, os vigiou durante seu longo sono. No presente, Bandora consegue escapar graças à astronautas errantes. Os cinco guerreiros foram despertados para combater as forças do mal, e com o poder das Dinoferas, eles se tornaram o Time Sáurio Zyuranger.

## Zyuranger
| Ator / Atriz     | Personagem | Denominação    | Arma          | Shogozyu (Mecha) |
| ---------------- | ---------- | -------------- | ------------- | ---------------- |
| Yuta Mochizuki   | Geki       | Tyranno Ranger | Ryuugekiken   | Tyrannosaurus    |
| Seiju Umon       | Goushi     | Mammoth Ranger | Mothbreaker   | Mammoth          |
| Hideki Fujiwara  | Dan        | Tricera Ranger | Triceralance  | Triceratops      |
| Takumi Hashimoto | Boy        | Tiger Ranger   | Saber Daggers | Saber Tiger      |
| Reiko Chiba      | Mei        | Ptera Ranger   | Ptera Arrow   | Pteranodon       |
| Shiro Izumi      | Burai      | Dragon Ranger  | Zyusouken     | Dragon Ceaser    |

Seguem-se, abaixo, os principais personagens que formam o grupo de guerreiros desta série.
- Príncipe Geki da Tribo Yamato / Tyranno Ranger: é o líder da equipe. Tem 24 anos. Ele é um bravo lutador e leal amigo. Sua Dinofera protetora é o Tiranossauro. Foi adotado ainda bebê pelo rei da tribo Yamato.
- Cavaleiro Goushi da Tribo Sharma / Mammoth Ranger: é o segundo no comando do time. Tem 27 anos. Bastante sério, mas é uma pessoa de bom coração. Ele possui uma grande ambição em parar Bandora, que foi responsável pela morte de sua irmã. É o único membro Zyuranger capaz de ler a escritura antiga.
- Cavaleiro Dan da Tribo Etofu / Tricera Ranger: é bem-humorado, e mulherengo. Tem 19 anos. As vezes em batalha, ele costuma agir antes de pensar.
- Cavaleiro Boy da Tribo Daimu/ Tiger Ranger: é o mais novo do grupo, de apenas 15 anos, porém o mais maduro. Ele é um lutador rápido e consegue se garantir em uma luta.
- Princesa Mei da Tribo Risha / Ptera Ranger: é a única menina do grupo e tem 17 anos. Apesar de seu jeito bem feminino e de sua natureza calma e gentil, ela não tem problema nenhum em lutar.
- Burai / Dragon Ranger: é o irmão mais velho de Geki. Filho do chamado Cavaleiro Negro, que tentou matar o rei Yamato, acabou ficando com ódio de toda a tribo, inclusive de seu irmão mais novo, Geki, que havia sido adotado pelo rei Yamato. Começou ajudando Bandora, mas abandonou o mal e ajudava os Zyuranger sempre que a situação ficava difícil. Descobre porém, que possui apenas 30 horas de vida, simbolizadas por uma vela verde, mas enquanto estivesse na dimensão de Clotho, o tempo não passaria. Porém a necessidade de ajudar os Zyurangers, o levou a diversas vezes voltar ao mundo real, consumindo seu tempo de vida. A razão para tal é que durante sua hibernação, seu corpo foi soterrado na Era Glacial. Recebeu uma vida temporária de DaiZyuJin, pois eram necessários seis guerreiros para restaurar o Kyuukioku DaiZyuJIn, o único que poderia vencer Dai Satan. Antes do final, Burai morreu passando seu escudo e arma para Geki.

## Aliados
Os heróis da série possuíam seus aliados, que auxiliavam em determinados momentos ou em pequenos ciclos da história da série, quando em andamento.
- Barza, o mago branco

Ele protegeu os corpos dos Zyuranger durante seu longo sono. Enquanto os Zyuranger não acordavam, ele se disfarçava de um síndico. 2000 metros abaixo do prédio onde Barza é síndico, fica a Mansão Sakura, base dos Zyuranger.
- Gnome (ep. 8, 17-18)

Um velho amigo de Barza que salvou os Zyurangers fazendo-os passarem por um teste. Novamente, ele aparece junto com seu neto Ryuta ao lado de Barza e se deparam com a chegada de Burai/Dragon Ranger.
- Clotho, o espírito da vida

Tem a aparência de uma criança de branco, e criou uma dimensão aonde o tempo de vida de Burai não se esgota.
- Príncipe Euro (ep. 9-10)

Este garoto apareceu em busca de resgatar o seu povo, sendo o único deles que sabe a localização dos ovos de dinossauro. Chega ao Japão junto do Barão Clock e Daisy. Conhece uma garota chamada Emiko e juntos têm uma grande amizade.
- Jinn (ep. 11)

Um gênio capaz de conceder desejos encontrado por Bukbak e Tottpatt que serviu para lutar contra Zyurangers porém, a lâmpada se perde, mas é encontrada por um grupo de crianças. Bandora consegue destruir sua lâmpada o deixando mais fraco e as crianças, junto com Zyurangers tentam encontrar os pedaços que faltam. Bandora aparece novamente e cria um outro tipo de lâmpada que o captura e transforma em Dora Jinn. No fim, volta ao normal. No fim, todos se despedem de Jinn lançando sua lâmpada ao mar.
- Duende Don-Don (ep. 14)

Um duende que possui a capacidade de sugar qualquer coisa para dentro de suas garrafas. Conhece o garoto Toshio e juntos tornam-se companheiros. Bandora faz com que Don-Don e Toshio tornem-se gigantes para enfrentarem o Daizyujin, mas eles dois desistem em poucos instantes de atacá-lo. Daizyujin consegue quebrar o feitiço de Bandora fazendo Don-Don e Toshio voltarem ao tamanho normal.

## Vilões
Dentre os vilões presentes na série, destacam-se os listados abaixo
- Bruxa Bandora (魔女バンドーラ Majo Bandōra)

Bandora é uma feiticeira que se aliou a Gran Satã para vingar a morte do filho Kai. Uma terrível tirana sem escrúpulos que tenta de tudo para conseguir matar os Zyuranger e dominar a Terra. Ela possui um bastão chamado Doracetro, que atira na Terra para fazer os Dora Monstros crescerem e para fazer diversos feitiços. Ela também possui um telescópio para observar o planeta e uma bicicleta voadora, que usa em suas visitas a Terra. Durante o final, Bandora perde seus poderes depois de derramar lágrimas devido a segunda morte de seu filho Kai. Sendo assim, ela e seus capangas são selados novamente pelo Daizyujin.
- Grifforzer (グリフォーザー Gurifōzā)

Um Grifo. Grifforzer é o segundo no comando das forças de Bandora. Ele possui uma espada chamada Griffocalibro IV, e quando precisa voar, estende duas asas que saem de suas costas. Ele é casado com Lami.
- Bukkubakku/Bookback (ブックバック Bukkubakku)

Um idiota completo que trabalha com Bandora. Ele está sempre usando onde leva diversas coisas, entre elas uma calculadora e uma pistola.
- Tottopatto/Totpat (トットパット Tottopatto)

Vampiro alquimista que trabalha com Bandora. Seu nome é um trocadilho com tooth(dente) e bat(morcego).Na maior parte do tempo, está ao lado de Bukkubakku
- Puripurikan/Pleprechaun (プリプリカン Puripurikan)

Um Leprechaun, mas que parece um terrier escocês branco, e esculpe os Dora Monstros e os Soldados Golem, trazendo-os a vida em seu forno mágico.
- Lami (秘密蠍官ラミイ Himitsu Sasorikan Ramī)

Uma terrível guerreira que usa uma armadura de escorpião. Ela é casada com Grifforzer e, no final da série, eles tiveram um filho. Quando Bandora a fazia ficar gigante, Ela assumia a forma monstruosa de um escorpião com corpo humano chamada de Lami Escorpião. Seu nome vem da criatura mítica Lamia.
- Dai Satã  (大サタン Dai Satan)

Bandora se aliou a ele a 170 milhões de anos atrás para que pudesse vingar seu filho morto. No presente ele ajudou os monstros Dora Frank e Dora Talos, até ser destruído junto com o último.
- Soldados Golem

Soldados de infantaria de Bandora, feitos em argila por Puripurikan. Eles possuiam como armas grandes luvas ou facas. Os Capitães Golem são dos Soldados Golem que pareciam ser formados de pedras negras.
- Kai (カイ Kai)

O filho de Bandora e príncipe da tribo das Fadas. Era um delinquente, sem discernimento de certo e errado, que se divertia esmagando ovos de dinossauro. Perseguido por uma mãe tiranossauro furiosa, terminou por cair de um penhasco. Sua morte fez Bandora culpar todos os dinossauros e jurar vingança, vendendo a alma ao Dai Satan. O fantasma do filho de Bandora foi trazido de volta por Dai Satã para que junto com quatro crianças hipnotizadas pilotassem Dora Talos. Quando ele morreu, Bandora perdeu seus poderes de tanta tristeza, e isso permitiu que os Shugojuu a trancassem novamente.

## Armas e Equipamentos
Seguem-se, abaixo, alguns dos aparatos usados em combate nesta série.
- Dino Buckler: transformador dos Zyuranger, funcionavam em conjunto com uma Power Medal.
- Dynocrystals: usados para invocar pela 1.ª vez as Gigaferas, e para combiná-las no Dinodeus.
- Ranger Stick: armas padrão dos Zyuranger. Podem ser usadas como pistolas ou adagas.
- Thunderslinger: segunda arma padrão dos Zyuranger. Combinados com os Ranger Sticks formam os Rangerslingers.
- Howling Cannon: a bazuca desse Super Sentai é formada pelas cinco armas dos Zyuranger – Ryuugekiken (Geki), Mothbreaker (Goushi), Triceralance (Dan), Saber Daggers (Boy) e Ptera Arrow (Mei).
- Zyusouken: adaga do Dragon Ranger que pode ser tocada como flauta para chamar o Dragon Caesar.
- Dragon Armor: armadura do Dragon Ranger. Podia ser repassada para os outros membros da equipe, se Burai quisesse.
- KyoryuKen God Horn (Espada Dinossauro Chifre de Deus): a espada de DaiZyuJin, que era invocada dos céus.
- Dragon Antler: a arma de Gouryuujin, formada pelo peitoral e pela cauda de Dragon Caesar, que se convertem numa lança com uma broca na ponta.

## Veículos
- Road Saurer 1: moto do Tirano Ranger.
- Side Saurer 2: moto do Mamute Ranger, onde o Tigre Ranger andava no Sidecar.
- Side Saurer 3: moto do Tricera Ranger, onde a Ptera Ranger andava no Sidecar.

## Mechas
Os mechas desse Super Sentai possuíam o nome de Feras Guardiãs (守護獣 Shugojū, no original). Cada Zyuranger possuía uma Fera Guardiã.
- Tyrannosaurus: a Fera Guardiã do Tyranno Ranger formava o tronco e a cabeça do Daizyujin.
- ZyuMammoth: a Gigafera do Mammoth Ranger formava os braços do Daizyujin e do Dragodeus.
- Triceratops: a Fera Guardiã do Tricera Ranger formava a perna esquerda do Daizyujin e do Dragodeus.
- Saber Tiger: a Fera Guardiã do Tiger Ranger formava a perna direita do Daizyujin e di Dragodeus.
- Pteranodon: a Fera Guardiã da Ptera Ranger formava o peito do Daizyujin.
- Dragon Caesar: a Fera Guardiã do Dragon Ranger era invocada através da Zyusoken e formava o dorso e a cabeça do Gouryuujin.
- King Brachion: última Fera Guardiã e não possuía dono.
- Dinotanker: união do Tyrannosaurus, Mammoth, Triceratops, Saber Tiger e Pteranodon.
- Daizyujin: modo de combate do Dinotanque. Seu golpe finalizador é Chō Densetsu Raikō Giri - 超伝説雷光斬り (Super Legendário Corte Relâmpago)
- Gouryuujin: união do Dragão Caesar, ZyuMammoth, Triceratops e Saber Tiger. Seu ataque finalizador é Super Dragon Blast God Thrust
- Zyutei Daizyujin: união do Daizyujin e do Dragão Caesar. Seus ataques energéticos são Kaizer Burst e Empire Attack
- Kyukyoku Daizyuzin: união do Zyutei Daizyujin e do King Brachion. Seu ataque final é Grand Banisher, quando dispara todas as armas.

## Lista de episódios
| Número | Nome do episódio                                | Monstro(s) do episódio e suas características                     | Protagonistas ou Foco do Episódio                                                               |
| ------ | ----------------------------------------------- | ----------------------------------------------------------------- | ----------------------------------------------------------------------------------------------- |
| 01     | Nascimento                                      | Dora Titan (titã)                                                 | Zyurangers e Barza                                                                              |
| 02     | Ressurgimento                                   | Dora Skeleton (esqueleto) e Dora Titan (titã)                     | Zyurangers                                                                                      |
| 03     | Luta na Terra do Desespero                      | Dora Minotaurus (minotauro)                                       | Zyurangers                                                                                      |
| 04     | Renascimento das Armas Legendárias              | Dora Minotaurus (minotauro)                                       | Zyurangers                                                                                      |
| 05     | Charadas do Terror                              | Dora Sphinx(esfinge)                                              | Zyurangers                                                                                      |
| 06     | Erga-se!! Daizyujin                             | Dora Sphinx(esfinge)                                              | Geki(Tyranno Ranger)                                                                            |
| 07     | Eu Vejo, eu Vejo                                | Dora Goblin(gnomo)                                                | Tooru                                                                                           |
| 08     | Terror! O Comedor Medonho                       | Dora Circe(porco)                                                 | Boi(Tiger Ranger)                                                                               |
| 09     | Corra, Príncipe dos Ovos!                       | Dora Cockatrice(frango)                                           | Príncipe Euro e Emiko                                                                           |
| 10     | Macacos Nunca Mais!                             | Dora Cockatrice II (frango)                                       | Príncipe Euro e Emiko                                                                           |
| 11     | Meu Mestre!                                     | Dora Jinn(gênio chacal)                                           | Jinn                                                                                            |
| 12     | Papai é um Vampiro!?                            | Dora Argos(olhos)                                                 | Dan(Tricera Ranger) e Michi                                                                     |
| 13     | Disparar! A Flecha Dourada                      | Dara Ladon(cobra)                                                 | Mei(Ptera Ranger)                                                                               |
| 14     | Fique Encolhido!                                | (Nenhum)                                                          | Dan(Tricera Ranger), Boi(Tiger Ranger), Toshio e Duende Don-Don                                 |
| 15     | Destrua! Espada das Trevas!                     | Dora Knight(cavaleiro)                                            | Goushi(Mammoth Ranger), Hiroshi e Ritsuko                                                       |
| 16     | O Grande Bocejo                                 | Dora Endos(planta)                                                | Boi(Tiger Ranger) e Isamu                                                                       |
| 17     | O Sexto Herói                                   | (Nenhum)                                                          | Barza, Gnome, Ryuta e Burai (Dragon Ranger)                                                     |
| 18     | Os Irmãos, a Espada do Ódio                     | (Nenhum)                                                          | Geki(Tyranno Ranger) e Burai (Dragon Ranger)                                                    |
| 19     | Guerreira Lady Scorpion!                        | Grifforzer                                                        | Geki(Tyranno Ranger), Yuji, Kazuo e Lami                                                        |
| 20     | O Fim do Daizyujin                              | Grifforzer e Lami Scorpion                                        | Zyurangers                                                                                      |
| 21     | O Guardião Violento                             | Dragon Caesar                                                     | Burai (Dragon Ranger)                                                                           |
| 22     | Fusão! Gouryuujin!                              | Dragon Caesar                                                     | Geki(Tyranno Ranger)                                                                            |
| 23     | Gosto da Bola Miraculosa!                       | Dora Pixie(ogro)                                                  | Zyurangers                                                                                      |
| 24     | Tartarugas Para Sempre                          | Dora Tortoise(tartaruga)                                          | Boi(Tiger Ranger)                                                                               |
| 25     | Parque Demoníaco                                | Dora Tarantula(tarantula)                                         | Goushi(Mammoth Ranger)                                                                          |
| 26     | Espíritos de Gelo!                              | Boogaranan(sapo)                                                  | Dan(Tricera Ranger) e Mei(Ptera Ranger)                                                         |
| 27     | Quero Comer Mei!                                | Dora Guzzler(planta)                                              | Mei(Ptera Ranger)                                                                               |
| 28     | Fortalecimento dos Soldados Clay                | Dora Frankie(frankenstein)                                        | Dan(Tricera Ranger)                                                                             |
| 29     | Um Mistério!? O Ataque da Besta Deus Zyukishin! | Dora Frankie(frankenstein) Zombie Frankie (zumbi) e Dokita Golens | Geki(Tyranno Ranger) e Burai(Dragon Ranger)                                                     |
| 30     | Surge Satã!!                                    | Zombie-Frankie(zumbi)/Satan-Zombie(demmonio)                      | Zyurangers                                                                                      |
| 31     | Renasça o Deus Supremo                          | Satan-Frankie(demonio)                                            | Zyurangers                                                                                      |
| 32     | Geki! Corte suas lágrimas                       | Dora Narciso(homem-planta)                                        | Geki(Tyranno Ranger)                                                                            |
| 33     | Ensina-me! Joia da coragem                      | Dora Raiger(fantasma)                                             | Dan(Tricera Ranger) e Saori                                                                     |
| 34     | Viva Burai!                                     | Grifforzer, Lami e Roda Mágica                                    | Burai(Dragon Ranger) e Rie                                                                      |
| 35     | O guerreiro ninja Boi                           | Dora Ninja(ninja)                                                 | Boi(Tiger Ranger) e Chisako                                                                     |
| 36     | Quebre o espelho da morte!                      | Dora Gunrock(rochas) e Lami Scorpion                              | Tadashi                                                                                         |
| 37     | Os dinossauros nascem                           | Grifforzer e Dora Kinkaku(samurai)                                | Zyurangers                                                                                      |
| 38     | As 7 faces da princesa Mei                      | Dora Silkys(parasita)                                             | Mei(Ptera Ranger) e Lami                                                                        |
| 39     | Lágrimas da fera subterrânea                    | Dora Goda                                                         |                                                                                                 |
| 40     | A partida para a morte de Burai                 | Dora Gansaku                                                      |                                                                                                 |
| 41     | Queime Burai                                    | Dora Gansaku                                                      |                                                                                                 |
| 42     | Burai morre...                                  | Dora Gansaku                                                      | Geki(Tyranno Ranger), Goushi(Mammoth Ranger), Dan(Tricera Ranger), Burai(Dragon Ranger) e Cloto |
| 43     | Renasça Zyusoken                                | Dora Antaeus(dragão) e seu Coração Gigante                        | Geki(Tyranno Ranger)                                                                            |
| 44     | A esgrimista número um do japão                 | Dora Chimera(leão/bode)                                           | Goushi(Mammoth Ranger) e Sayaka                                                                 |
| 45     | O garoto estúpido                               | Dora Unicorn(unicórnio)                                           | Kouichi                                                                                         |
| 46     | Uma equipe do mal aparece!                      | Dora Mirage e Dokita Golens                                       | Zyurangers                                                                                      |
| 47     | A batalha final começa                          | Dora Talos                                                        | Kai                                                                                             |
| 48     | O filho das trevas                              | Dora Talos                                                        |                                                                                                 |
| 49     | O dia da queda de Deus                          | Fantasmas dos Dora Monsters                                       | Zyurangers                                                                                      |
| 50     | Viva os dinossauros!                            | Dora Talos                                                        | Zyurangers                                                                                      |

## Elenco
- Tohru Ohira - narrador
- Yuuta Mochizuki - Geki/Tirano Ranger (Vermelho)
- Aohisa Takayasu - Goushi/Mamute Ranger (Preto)
- Hideki Fujiwara - Dan/Tricera Ranger (Azul)
- Takumi Hashimoto - Boy/Tigre Ranger (Amarelo)
- Reiko Chiba - Mei/Ptera Ranger (Rosa)
- Shiro Izumi - Burai/Dragão Ranger (Verde)
- Jun Tatara - Barza
- Machiko Soga - Bandora
- Minoru Watanabe - Bukkubakku
- Kaoru Shinoda - Tottopatto
- Takako Iiboshi - Puripurikan
- Hideaki Kusaki - Grifforzer
- Ami Kawai - Lami
- Issei Takahashi - Kai
- Masahiko Urano - Gran Satã